# Battista al Giro d'Italia
Battista al Giro d'Italia è un libro umoristico di Achille Campanile pubblicato per la prima volta nel 1932 sulla base di articoli scritti in quello stesso anno per la Gazzetta del Popolo di Torino.

## Trama
Il libro segue giorno per giorno, in forma di diario giornalistico in prima persona, il Giro d'Italia 1932, alternando personaggi reali (a cominciare dai corridori) a personaggi inventati da Campanile (a cominciare da quello del titolo, Battista, maggiordomo dai capelli bianchi e dagli inconfondibili favoriti, le basette lunghe di moda nell'Ottocento).

## Storia editoriale
Già dal 1928 Campanile aveva intrapreso una collaborazione giornalistica con la Gazzetta del Popolo di Torino, allora uno dei principali quotidiani italiani. Nel 1932 il direttore Ermanno Amicucci lo mandò in veste di inviato speciale al Giro d'Italia, che era la manifestazione sportiva più popolare del Paese. L'incarico interruppe anche il libro a cui Campanile stava lavorando, Chiarastella, e ne ritarderà la pubblicazione, come raccontato dallo stesso Campanile nella lettera al direttore – scherzosa ma autentica – che inaugura Battista al Giro d'Italia.
Anche il reportage era naturalmente scherzoso e mischiava fatti e personaggi autentici (ad esempio i cicilisti Alfredo Binda, Hermann Buse, Giovanni Gerbi, Costante Girardengo, Learco Guerra) a fatti e personaggi d'invenzione. Tra questi ultimi, con l'onore del nome nel titolo, il maggiordomo Battista che accompagna il padrone – ossia lo stesso Campanile – seguendo il Giro in bicicletta (ma arrivando al traguardo, spesso, un giorno dopo gli altri corridori nonostante i molteplici, continui tentativi di attaccarsi a camion e auto del seguito). Battista divenne così popolare che lungo le strade apparivano talvolta cartelli con scritto "Viva Battista" e la gente portava per lui piccoli oggetti in dono e vettovaglie. Molto popolare, con un piede nella realtà e uno nella fantasia, divenne anche la "Squadra dei sempre in coda", che raccoglieva i ciclisti più simpaticamente scalcagnati, ultimi in classifica (il Puma di Cercola, l'Armadillo di Bari, il Leopardo di San Giovanni a Teduccio, ecc.), creando fra loro profonde rivalità e una controclassifica in cui si faceva a gara per essere ultimi fra gli ultimi. In realtà i "sempre in coda" descritti da Campanile sono personaggi di fantasia, ma ispirati a una categoria di corridori realmente esistiti, gli "isolati", che non erano supportati da una squadra e correvano il Giro per conto loro. Lo stesso Campanile finge, nelle sue cronache, di seguire il Giro in bicicletta, sia pure con molta fatica e continue cadute, ma naturalmente non era vero: il Giro lui lo seguiva in automobile insieme agli altri giornalisti.
Anche se molti degli episodi narrati sono autentici, la fantasia dello scrittore trasforma il Giro «in una sorta di Circo Barnum. [...] Provate ad immaginare una gara ciclistica alla Fantozzi, un po' più "intellettuale"': manca il megadirettore galattico squalo e appassionato di sport e manca anche l'iperbole "traumatologica", ma quasi simile è la propensione alla facezie a e alla battuta sagace».
Non mancano nel libro brevi divagazioni storico-geografico-turistiche, come quelle sulla casa di Francesca a Rimini, costruita «alcuni secoli dopo la morte di lei», o sul Lido di Milano che ha il vantaggio, rispetto al mare tradizionale, che «due o tre volte la settimana si cambia l'acqua».
Poiché il reportage aveva molto divertito i lettori, si pensò subito di farne un libro, che uscì in quello stesso 1932 da Treves con il sottotitolo di "intermezzo giornalistico". E il personaggio di Battista fu rigenerato anche per il successivo romanzo di Campanile, Amiamoci in fretta. Quanto all'autore, seguirà da inviato speciale umoristico  – questa volta però senza farne un libro – anche il Giro del 1933, quello del 1937, nonché il Tour de France del 1937 e del 1938.
Scomparso dalla circolazione per molti anni, Battista al Giro d'Italia è stato ripubblicato nel secondo volume dedicato a Campanile dai "Classici Bompiani" (Romanzi e scritti stravaganti 1932-1974, 1994) e poi nel 2010 da Otto/Novecento. 